# تسويوشي فوروكاوا
تسويوشي فوروكاوا (باليابانية: 古川 毅) (21 سبتمبر 1972 في محافظة آوموري في اليابان – )؛ هو لاعب كرة قدم ياباني سابق كان يلعب كمدافع.

## وصلات خارجية
- تسويوشي فوروكاوا على موقع رابطة كرة القدم اليابانية للمحترفين (اليابانية)
- تسويوشي فوروكاوا على موقع عالم كرة القدم.نت (الإنجليزية)